# Chiesa cattolica in Mauritania
La Chiesa cattolica in Mauritania è parte della Chiesa cattolica universale in comunione con il vescovo di Roma, il Papa.

## Storia
L'arrivo dei missionari cristiani in Mauritania, nella primavera del 1778, fu casuale e dovuto al naufragio presso Nouadhibou di un'imbarcazione in rotta verso la Guyana. Due sacerdoti francesi della Congregazione dello Spirito Santo che erano a bordo della nave - padre Déglicourt e padre Bertout - furono catturati da pescatori mauri. Nel dicembre del 1779 padre Déglicourt assistette alla conquista di Saint-Louis del Senegal. Con altri due religiosi esercitò per qualche anno il ministero, offrendo assistenza spirituale ai suoi connazionali piuttosto che dedicarsi all'evangelizzazione dei musulmani.
In seguito, in assenza di una comunità cristiana sul territorio, la Mauritania fu inclusa nella giurisdizione della prefettura apostolica del Senegal (oggi diocesi di Saint-Louis du Sénégal).
Nel 1955 monsignor Landreau, prefetto apostolico di Saint-Louis du Sénégal chiese ad alcune suore che parlavano arabo di impegnarsi ad Atar in un'opera di promozione della donna. Tre religiose si stabilirono a Nouadhibou e quattro ad Atar, dove istituirono un asilo per i bambini francesi e si occuparono delle donne mauritane.
La diocesi di Nouakchott, che ha giurisdizione su tutto il territorio del Paese, fu eretta il 18 dicembre 1965, cinque anni dopo il termine del protettorato francese e la proclamazione dell'indipendenza.
Attualmente la Chiesa cattolica conta circa 4.500 battezzati, pari allo 0,2% della popolazione del Paese, che è a grandissima maggioranza (95%) musulmana. Si tratta per lo più di stranieri provenienti dall'Europa, e da Senegal, Mali, Benin, Togo e Repubblica Democratica del Congo, che a volte restano in Mauritania per breve tempo. Alcuni però vi risiedono da più di trent'anni, e, secondo l'attuale vescovo di Nouakchott Martin Albert Happe "hanno figli e nipoti in ricerca vocazionale".

## Legislazione in materia di religione
La Mauritania è ufficialmente una repubblica islamica.

Secondo la legge nazionale, convertirsi dall'islam a un'altra religione o rinunciare all'islam è considerato apostasia ed è un reato capitale, che può essere punito anche con la pena di morte. I cristiani quindi non possono svolgere alcuna opera di evangelizzazione.

Il possesso privato di una Bibbia non costituisce reato, però il libro sacro dei cristiani non può essere stampato né venduto.
Nessun gruppo religioso, differente dall'islam, è stato a tutt'oggi riconosciuto ufficialmente.
Verso la Chiesa cattolica lo stato applica una politica di tolleranza. La Chiesa è libera di esercitare l'azione pastorale verso i fedeli cattolici. Essa non è soggetta a limitazioni nel campo della sanità e gestisce asili (frequentati anche da bambini musulmani), biblioteche e centri culturali. Il divieto di proselitismo le impedisce tuttavia di aprire scuole.

## Organizzazione ecclesiastica
Tutta la Mauritania è compresa in un'unica circoscrizione ecclesiastica: la diocesi di Nouakchott, immediatamente soggetta alla Santa Sede.

## Nunziatura apostolica
Spetta al nunzio apostolico in Senegal rappresentare gli interessi della Santa Sede in Mauritania.
La delegazione apostolica di Dakar, con giurisdizione su tutte le colonie francesi dell'Africa continentale ed insulare (ad eccezione delle regioni del Nordafrica), fu istituita il 22 settembre 1948 con il breve Expedit et Romanorum Pontificum di papa Pio XII.
Il 3 maggio 1960, in forza del breve Decet Nos di papa Giovanni XXIII, la delegazione apostolica di Dakar assunse il nome di delegazione apostolica dell'Africa Occidentale, con giurisdizione sui seguenti stati africani: Senegal, Alto Volta, Costa d'Avorio, Dahomey, Guinea, Mauritania, Niger, Sudan, Togo, Ghana, Gambia e Sierra Leone.
Mutò il proprio nome a favore di delegazione apostolica in Mali e Mauritania il 21 maggio 1973 con il breve Ex quo divino di papa Paolo VI. Il 3 giugno 1980 nacque la nunziatura apostolica del Mali in forza del breve Vigilem curam di papa Giovanni Paolo II, per cui la delegazione apostolica si ridusse alla sola Mauritania.
Il 9 dicembre 2016 la Santa Sede e la Mauritania, "desiderose di assicurare mutui amichevoli rapporti, hanno deciso di comune accordo di stabilire tra di loro relazioni diplomatiche". La nunziatura apostolica è stata istituita con la bolla Neminem latet di papa Francesco.

### Delegati apostolici
- Giovanni Mariani, arcivescovo titolare di Missua (17 ottobre 1973 - 11 gennaio 1975 nominato nunzio apostolico in Venezuela)
- Luigi Barbarito, arcivescovo titolare di Fiorentino (5 aprile 1975 - 10 giugno 1978 nominato pro-nunzio apostolico in Australia)
- Luigi Dossena, arcivescovo titolare di Carpi (24 ottobre 1978 - 30 dicembre 1985 nominato nunzio apostolico in Perù)
- Pablo Puente Buces, arcivescovo titolare di Macri (15 marzo 1986 - 31 luglio 1989 nominato nunzio apostolico in Libano)
- Antonio Maria Vegliò, arcivescovo titolare di Eclano (21 ottobre 1989 - 2 ottobre 1997 nominato nunzio apostolico in Libano e Kuwait e delegato apostolico nella Penisola Arabica)
- Jean-Paul Aimé Gobel, arcivescovo titolare di Galazia in Campania (6 dicembre 1997 - 31 ottobre 2001 nominato nunzio apostolico in Nicaragua)
- Giuseppe Pinto, arcivescovo titolare di Anglona (4 dicembre 2001 - 6 dicembre 2007 nominato nunzio apostolico in Cile)
- Luis Mariano Montemayor, arcivescovo titolare di Illici (19 giugno 2008 - 22 giugno 2015 nominato nunzio apostolico nella Repubblica Democratica del Congo)
- Michael Wallace Banach, arcivescovo titolare di Memfi (19 marzo 2016 - 9 dicembre 2016 cessato)

### Nunzi apostolici
- Michael Wallace Banach, arcivescovo titolare di Memfi (13 maggio 2017 - 3 maggio 2022 nominato nunzio apostolico in Ungheria)
- Waldemar Stanisław Sommertag, arcivescovo titolare di Maastricht, dal 6 settembre 2022

## Conferenza episcopale
La Mauritania non ha una Conferenza episcopale propria, ma l'unico vescovo cattolico del Paese è membro della Conferenza dei Vescovi del Senegal, della Mauritania, di Capo Verde e di Guinea Bissau (Conférence des Evêques du Sénégal, de la Mauritanie, du Cap-Vert et de Guinée-Bissau), che fa parte della Conferenza episcopale regionale dell'Africa occidentale e del Simposio delle conferenze episcopali di Africa e Madagascar.
Elenco dei presidenti della Conferenza episcopale:
- Hyacinthe Thiandoum, arcivescovo di Dakar (1970 - 1987)
- Théodore-Adrien Sarr, vescovo di Kaolack e poi arcivescovo di Dakar (1987 - 2005)
- Jean-Noël Diouf, vescovo di Tambacounda (2005 - ottobre 2012)
- Benjamin Ndiaye, vescovo di Kaolack e poi arcivescovo di Dakar (ottobre 2012 - 18 novembre 2017)
- José Câmnate na Bissign, vescovo di Bissau (18 novembre 2017 - 15 novembre 2020)
- Arlindo Gomes Furtado, vescovo di Santiago de Cabo Verde (15 novembre 2020 - novembre 2024)
- Paul Abel Mamba Diatta, vescovo di Tambacounda, dal novembre 2024

Elenco dei vicepresidenti della Conferenza episcopale:
- José Câmnate na Bissign, vescovo di Bissau (2 ottobre 2012 - 18 novembre 2017)
- Paul Abel Mamba Diatta, vescovo di Ziguinchor e poi vescovo di Tambacounda (18 novembre 2017 - novembre 2024)
- André Gueye, vescovo di Thiès poi arcivescovo di Dakar, dal novembre 2024

Elenco dei secondi vicepresidenti della Conferenza episcopale:
- André Gueye, vescovo di Thiès (18 novembre 2017 - novembre 2024)
- Ildo Augusto Dos Santos Lopes Fortes, vescovo di Mindelo, dal novembre 2024

Elenco dei segretari generali della Conferenza episcopale:
- Presbitero Augustin Thiaw, dal 2019